# Sint-Bonifatiuskerk (Munte)
De Sint-Bonifatiuskerk in de Belgische deelgemeente Munte is een kerkgebouw in neoromaanse stijl, toegewijd aan Bonifatius. De kerk werd ingewijd op 15 juni 1868 door bisschop Hendrik Frans Bracq, die de kerk aan de Torrekensstraat met haar oud kerkhof verving en in 1888 werd gesloopt. Ook de oude kerk had Bonifatius als patroonheilige.

## Bouwgeschiedenis
De bouw van de driebeukige kerk met zes traveeën, meer oostwaarts gelegen, aan de rand van de dorpskom, ging samen met de aanleg van een marktplein in Munte in het laatste deel van de 19e eeuw. Ze domineert het dorpsbeeld dat landelijk is gebleven.
Plannen voor de bouw van deze kerk waren er al vanaf 1858. Het definitieve plan werd in 1863 goedgekeurd en de opdracht voor de uitvoering ging naar architect Edmond de Perre-Montigny. Wanneer exact werd begonnen met de bouw is niet bekend. De kerk draagt het jaartal 1865 in haar cijferankers.
Bij drie herschilderingen van het interieur tijdens de tweede beeldenstorm tussen 1954 en 1999 ging het oorspronkelijk uitzicht verloren, onder meer van de decoratieve neogotische polychromie. Die bleef wel bewaard in het priesterkoor. Men ging zo ver dat men de gewelven en muren bekleedde met tassopapier. In 1955 werden de verdwenen beelden in de voorgevel van de kerk vervangen door twee oude beelden afkomstig uit een kapel van Lede, namelijk van Onze-Lieve-Vrouw van Smarten en de Heilige Johannes aan het kruis.
Sinds de tachtiger jaren van de 20e eeuw gaat in Munte en in de kerk een Sint-Hubertusviering door. De kerk is in 2017 onttrokken aan de eredienst en krijgt een nieuwe functie.

## Afbeeldingen

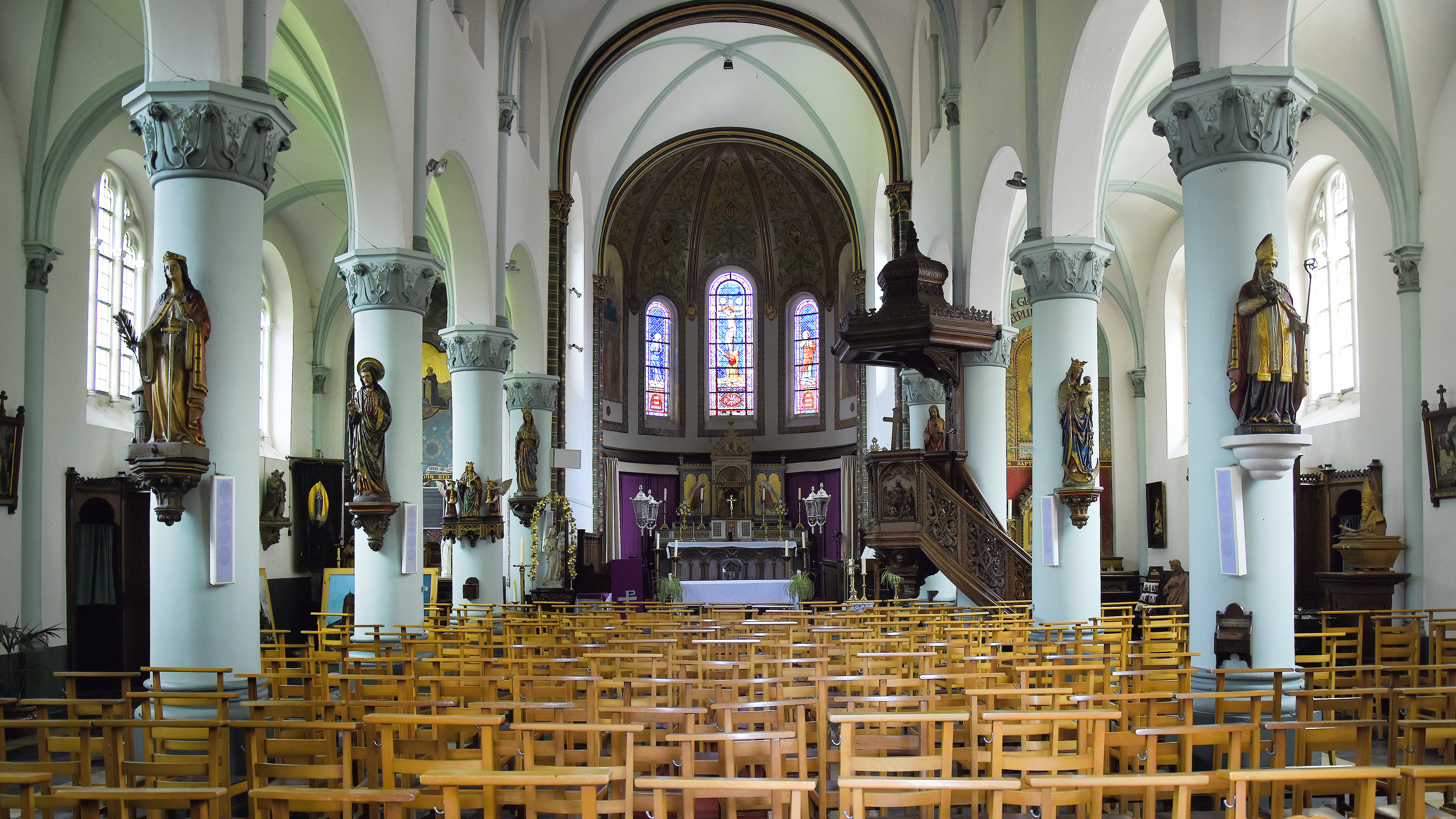
Schip en priesterkoor
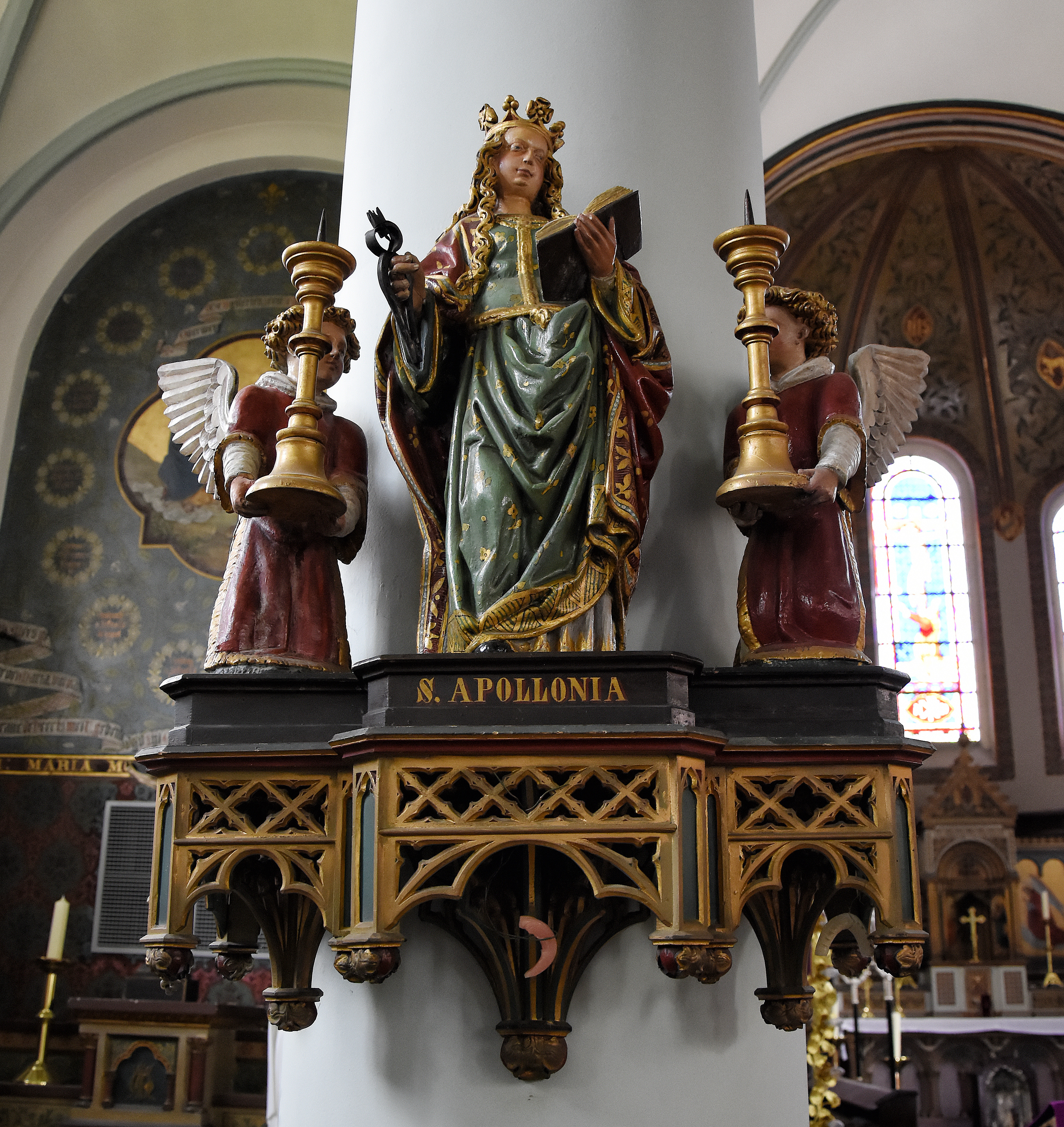
Apollonia van Alexandrië (16e eeuw, gepolychromeerd)
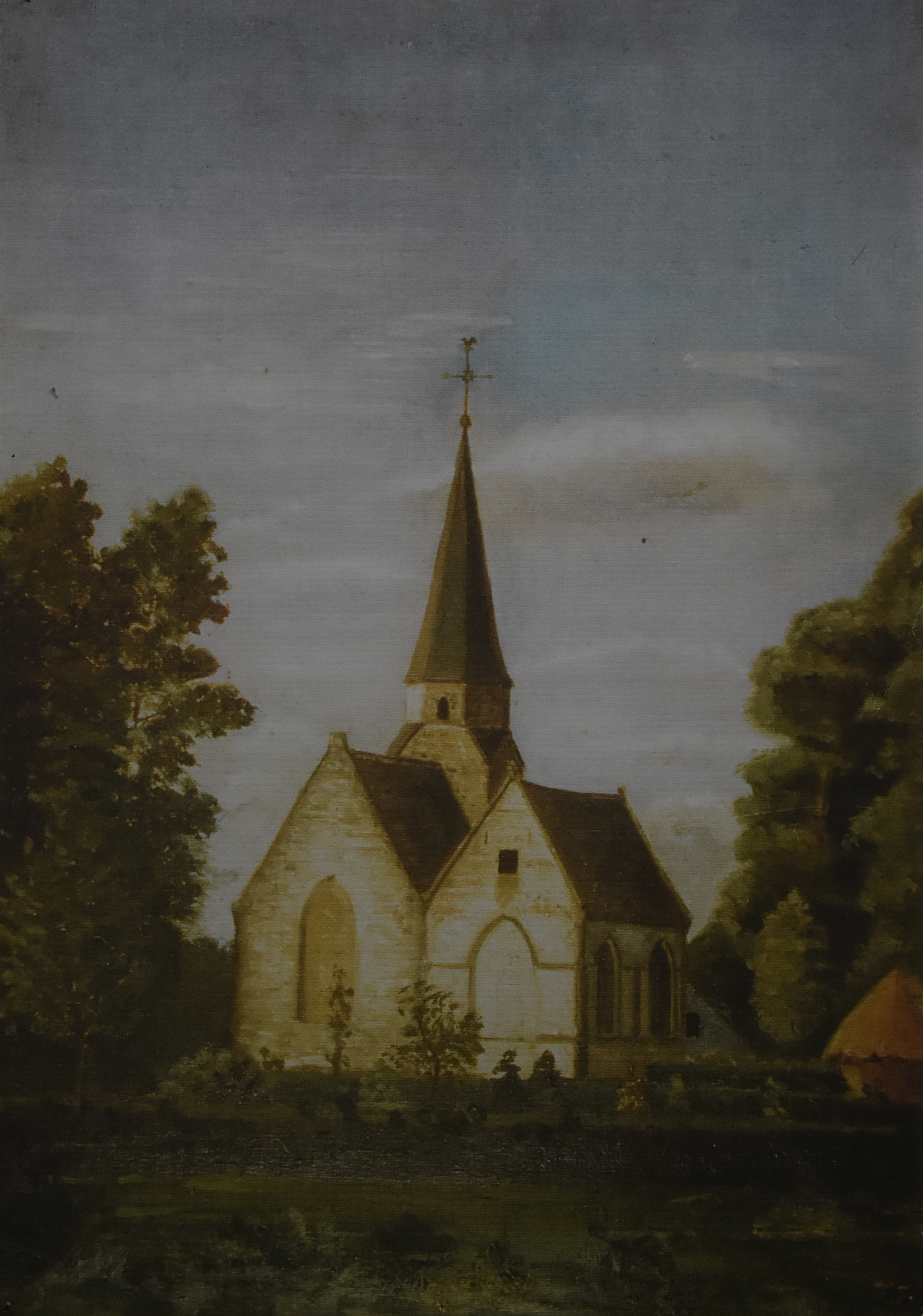
De vroegere Sint-Bonifatiuskerk aan het oud kerkhof
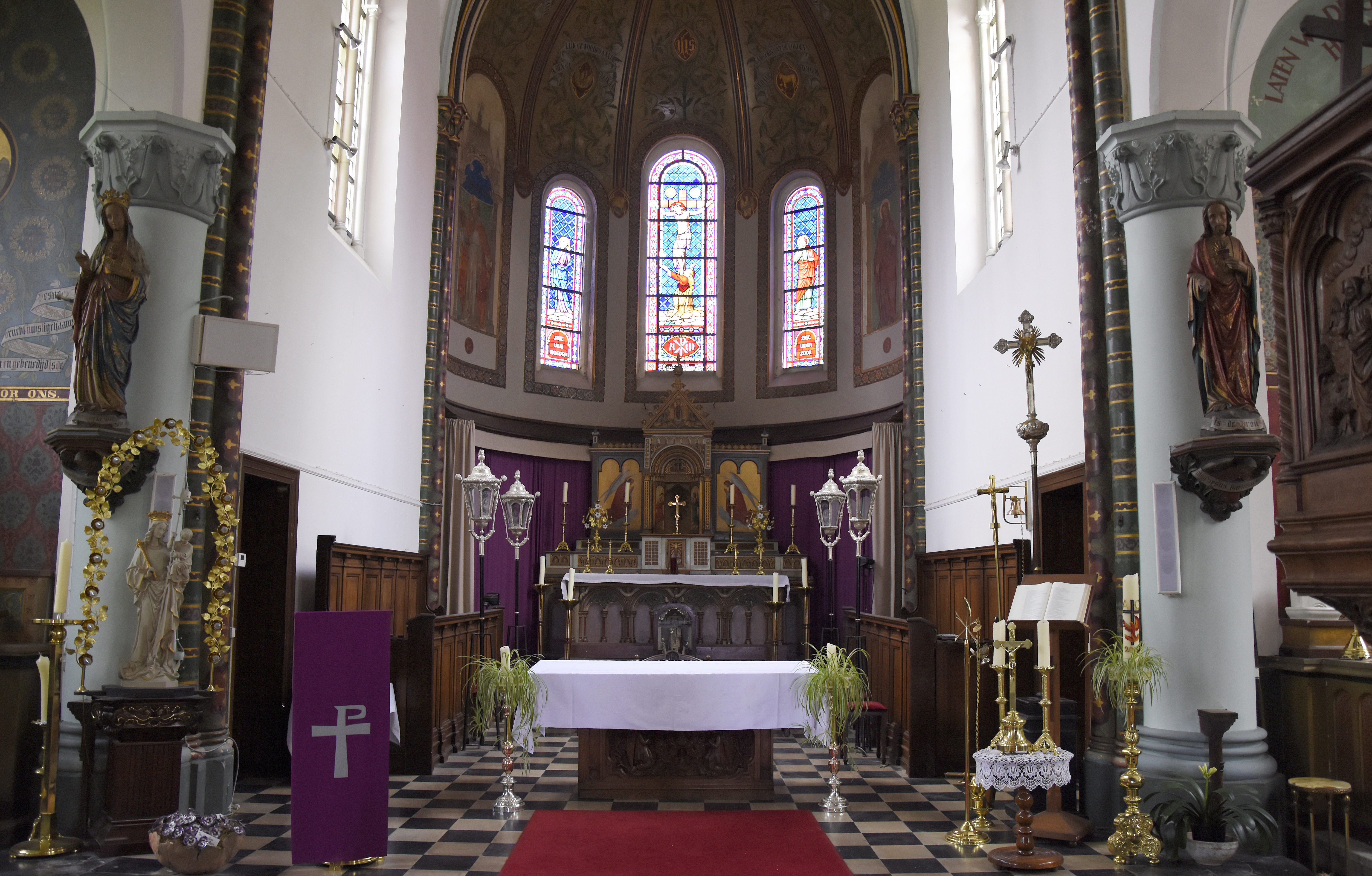
Het priesterkoor
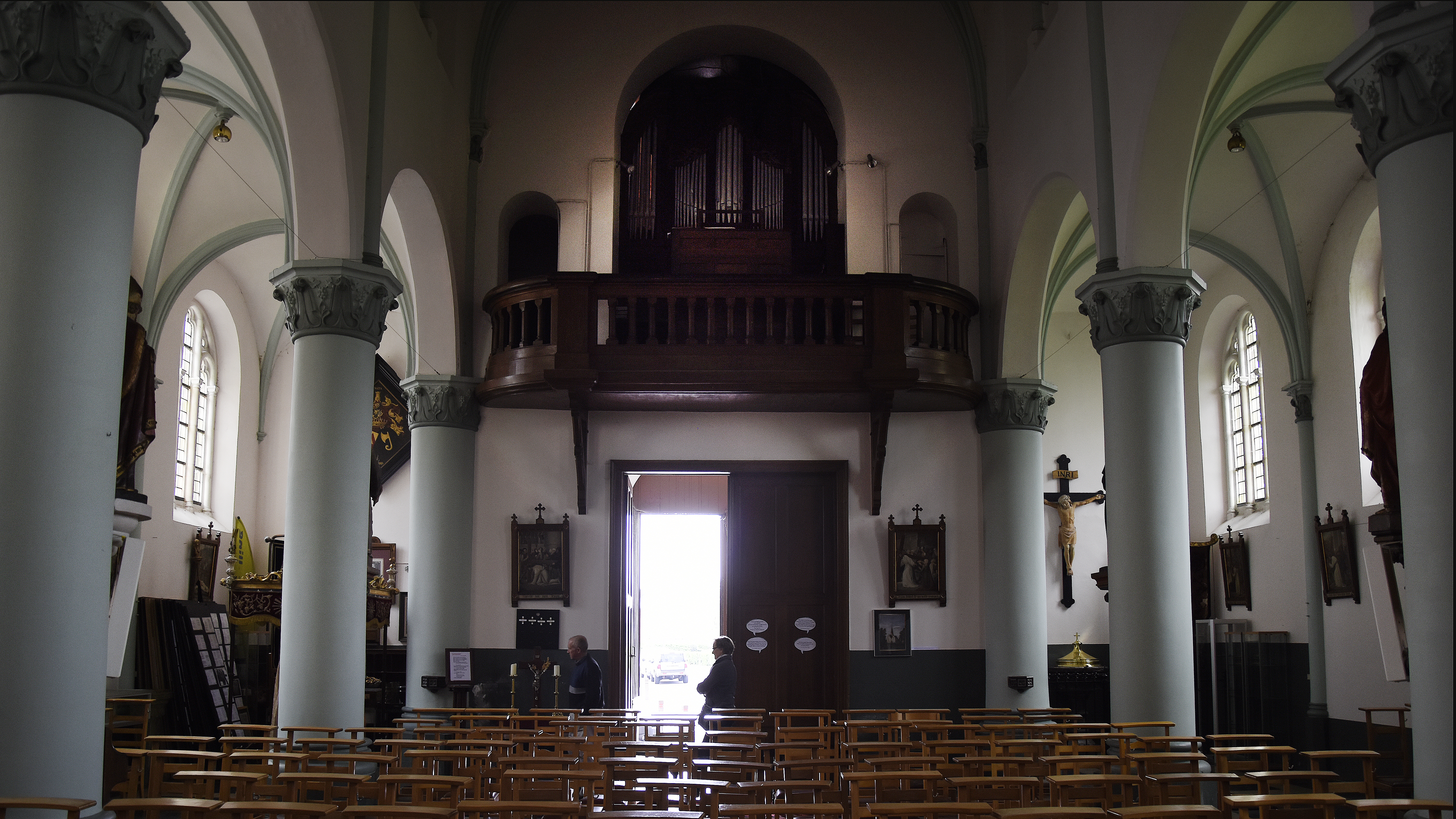
Achterzijde van het schip en orgel